# Daniel Córdova Cayo
Daniel Adolfo Córdova Cayo (Miraflores, 14 de noviembre de 1965) es un economista y político peruano. Fue ministro de la Producción durante el gobierno de Martín Vizcarra del 2 al 25 de abril de 2018.

## Biografía
Nació en el distrito de Miraflores, ubicado en la ciudad de Lima, el 14 de noviembre de 1965.
Es graduado en Economía por la Universidad del Pacífico y doctor en Economía Internacional por la Universidad de Grenoble, Francia. Fue decano fundador de la Facultad de Economía de la Universidad Peruana de Ciencias Aplicadas (2000-2009), y director de la Escuela de Postgrado de la Universidad del Pacífico en el Perú.
Desempeñó el cargo de gerente general de la Sociedad Nacional de Exportadores, actualmente Sociedad de Comercio Exterior del Perú (Comexperú). Fue gerente financiero de la compañía minera Milpo entre 1999 y el 2002.
También fue presidente de Directorio del Banco de Comercio. Asimismo fue presidente ejecutivo de la consultora Invertir dedicada a asociaciones público privadas para infraestructura y servicios públicos.
Fundó la ONG Instituto Invertir que promueve becas universitarias.

## Carrera política
Daniel Córdova incursiona en el ámbito político como militante del partido Renovación Nacional de Rafael Rey en el año 2006 y renunciando en el año 2010.
Fue candidato al Congreso de la República por Alianza por el Gran Cambio en las elecciones parlamentarias del 2011, sin embargo, no resultó elegido.
Fue miembro de Peruanos Por el Kambio liderado por Pedro Pablo Kuczynski.

### Ministro de la Producción
El 2 de abril del 2018, Daniel Córdova fue nombrado como ministro de la Producción por el presidente Martín Vizcarra en su primer gabinete ministerial presidido por César Villanueva. Sin embargo, Córdova permaneció en el cargo hasta el 25 de abril del mismo año, donde se vio obligado a renunciar al cargo ante el reportaje periodístico sobre la negociación que realizó contra el entonces viceministro de Pesca y Agricultura, Héctor Soldi, para levantar una huelga de pescadores artesanales.
Tras su breve gestión, Córdova se convirtió en uno de los ministros peruanos con menor duración en su cargo desde el siglo XXI, solo detrás de Nidia Puelles como ministra de la Mujer en 2003 y Fernando Olivera como canciller en 2005.
En el año 2019, Daniel Córdova se afilió al partido Alianza para el Progreso de César Acuña y luego participó nuevamente como candidato al Congreso de la República para las elecciones parlamentarias extraordinarias del año 2020 sin tener éxito.
Posteriormente fue jefe del plan de gobierno de Alianza para el Progreso para la candidatura presidencial de César Acuña en las elecciones generales del año 2021. Durante la segunda vuelta electoral, Córdova decidió apoyar la candidatura presidencial de Keiko Fujimori frente a la de Pedro Castillo y participó en los procesos de Fuerza Popular para convocar el voto a favor de Fujimori.

## Publicaciones
- Los nuevos héroes peruanos. Lecciones de vida de emprendedores que derrotaron la pobreza. Editorial Planeta. 2010, 191pp.
- Los nuevos héroes peruanos II. Lecciones de vida de emprendedores que derrotaron la pobreza. Editorial Planeta. 2011, 216pp.
- Cambio con rumbo. Del mercantilismo burocrático al capitalismo popular. Editorial Planeta. 2021, 232pp.